# Божевільні сусіди
«Божевільні сусіди» (фр. À bras ouverts) — копродукційна французько-бельгійська кінокомедія 2017 року, поставлена французьким режисером Філіппом де Шовроном з Крістіаном Клав'є у головній ролі. В українському прокаті фільм з 17 серпня 2017 року.

## Сюжет
У запалі передвиборчих дебатів рафінований буржуа Жан-Етьєн Фужероль (Крістіан Клав'є) необережно кидає з екрану телевізора, що його улюблена Франція відкрита для будь-яких іммігрантів, вони всюди знайдуть собі притулок і їжу, навіть у його будинку. Не минає й доби, як біля його воріт з'являється циганський табір на чолі з нахабою Бабіком (Ері Абіттан). Не пустити для Жана-Етьена означає втратити голоси виборців. Розміреному сімейному життю приходить кінець: неочікувані гості плавають у критому басейні, влаштовують концерти у дворі, обживають хазяйський туалет, п'ють колекційні вина і навіть намагаються залицятися до дружини Жан-Етьєна Дафні (Ельза Зільберштейн).

## У ролях
| • Крістіан Клав'є    | … | Жан-Етьєн Фужероль |
| • Ельза Зільберштейн | … | Дафні Фужероль     |
| • Ері Абіттан        | … | Бабік              |
| • Сиріл Леконт       | … | Ерван Берруто      |
| • Нану Гарсія        | … | Ізабель Шеруа      |
| • Оскар Берт         | … | Ліонель Фужорель   |
| • Мірела Ніколау     | … | Сімза              |

## Знімальна група
- Автори сценарію — Гі Лоран, Марк де Шоврон, Філіпп де Шоврон
- Режисер-постановник — Філіпп де Шоврон
- Продюсери — Крістіан Клав'є, Патріс Леду
- Виконавчий продюсер — Марк Ваде
- Співпродюсер — Серж де Пу, Тьєррі Демішель, Сільвен Голдберг, Ремі Гіменес, Надя Гамліші, Адріан Політовськи, Жиль Ватеркейн
- Оператор — Філіпп Гільбер
- Композитор — Ерве Ракотофірінга
- Монтаж — Філіпп Бургей
- Артдиректор — Адріан Кристі
- Підбір акторів — Флорентина Братфеноф